# Briceño (Boyacá)
Briceño è un comune della Colombia facente parte del dipartimento di Boyacá.
Il comune venne istituito il 25 luglio 1890.